# Asplundia sparrei
Asplundia sparrei är en enhjärtbladig växtart som beskrevs av Gunnar Wilhelm Harling. Asplundia sparrei ingår i släktet Asplundia och familjen Cyclanthaceae. Inga underarter finns listade.